# Langgut
Langgut bezeichnet stabförmiges Material, z. B. Stabstähle, Fahnenmaste oder Profilbretter. Langgut wird in der Baubranche, in der Automobilindustrie, bei der Herstellung von Armaturen, Möbeln oder auch beim Fensterbau verwendet. Üblicherweise ist das Material lang, sperrig und unhandlich. 
Die Lagerung und der Transport von Langgut sind daher eine besondere Herausforderung.

## Transport
Der Transport von Langgut erfordert besondere Fahrzeuge, z. B. einen speziell ausgestatteten Anhänger oder Sattelauflieger. Nachläufer sind ausschließlich zum Transport von Langgut vorgesehen. In Deutschland gibt es deshalb nur wenige Unternehmen, die Langgut transportieren.